# Кубок Швеції з футболу 2025—2026
Кубок Швеції з футболу 2025—2026 — 68-й розіграш кубкового футбольного турніру у Швеції. Титул захищає Геккен.

## Календар
| Раунд         | Дата                    | Матчі | Клуби   |
| ------------- | ----------------------- | ----- | ------- |
| Перший раунд  | 7 травня – 1 липня 2025 | 32    | 96 → 64 |
| Другий раунд  | 13–21 серпня 2025       | 32    | 64 → 32 |
| Груповий етап |                         | 48    | 32 → 8  |
| 1/4 фіналу    |                         | 4     | 8 → 4   |
| 1/2 фіналу    |                         | 2     | 4 → 2   |
| Фінал         |                         | 1     | 2 → 1   |